# 삼례역 (역참)
| Daedongyeojido (Gyujanggak) 16-04.jpg |
| Daedongyeojido (Gyujanggak) 17-04.jpg |

삼례역(參禮驛)은 지금의 전북 완주군 삼례읍 자리에 있었던 역참이다.

## 역사
삼례역은 고려 때 전공주도의 가장 남쪽에 위치한 역참이었다. 조선 초기에 재편되면서 삼례도에 속하게 되었다.
일설에는 삼례(參禮)라는 이름이 왕자의 난에 의해 전주부로 내려간 회안대군을 향해 사람들이 세 번 절했다 해서 붙여졌다고 하지만, 《고려사》와 같은 이전 기록에도 삼례라는 이름이 기록되어 있어 전후가 맞지 않는다.

### 근대 이후
1894년 전봉준은 삼례역 역촌의 저막에서 4천 여명의 농민과 모여 동학 농민 운동 3차 봉기를 일으켰다. 그는 이후 심문에서 전주부에서 저막이 많은 편이고 도로가 네 방향으로 뻗어 있어서 삼례역을 택했다고 밝혔다.
1896년 갑오개혁으로 역참 제도가 폐지되었다. 이후 1914년 철도 삼례역이 설치되었다.